# Mussa ibn Abi-l-Àfiya
Mussa ibn Abi-l-Àfiya (àrab: موسى بن أبي العافية, Mūsà b. Abī l-ʿĀfiya) fou un xeic de la tribu amaziga zanata dels miknasa.
El 909 Abu-Muhàmmad Ubayd-Al·lah al-Mahdí bi-L·lah es va proclamar califa (fatimita) a Ifríqiya (909–934). El governador idríssida de Tsul, Taza i Meknès, Massala ibn Habús, un cap dels amazics zenata de la tribu miknasa, es va separar de l'obediència idríssida i es va declarar pel califa fatimita. Es va apoderar de la Djebala (la muntanya) i va lluitar contra els idríssides amb el suport del seu cosí, un altre cap miknasa de nom Muasa ibn Abi-l-Àfiya; aquest el 915 va entrar a Fes, però no s'hi va poder sostenir i es va acabar retirant. Després d'un temps de lluita Yahya IV fou finalment derrotat per l'ara general fatimita Massala ibn Habus (917) i va haver de reconèixer la sobirania del califa i pagar tribut. Va poder conservar el govern de Fes i de la comarca, però va haver de cedir la resta del regne al califa fatimita que va nomenar governador a Mussa ibn Abi-l-Àfiya origen de la dinastia Banu l-Àfiya o Miknasa.
Al cap de poc Mussa es va adonar que Yahya buscava l'aliança amb Còrdova i era un obstacle per la dominació dels zanates a tot el Magrib i quan Masala va anar per segona vegada a la zona, Mussa el va instigar contra Yahya, al que Masala va destituir (919 o 920). Masala va donar el govern de Fes a un zenata que el va exercir uns cinc anys al costat de Mussa ibn Abi l-Àfiya que governava la resta del país i que va romandre lleial als fatimites; en canvi Masala pensava que el poder fatimita havia augmentat massa i era contrari als seus interessos i va entrar en contacte amb Còrdova, el que li va costar la deposició.
Vers el 925 es va revoltar al-Hàssan al-Hajjam, nebot de Yahya III ibn al-Qàssim, que va derrotar el governador Mussa ibn Abi-l-Àfiya entrant a Fes. Però dos anys després, traït pel governador (fatimita) de la ciutat, va caure en mans del seu rival Mussa i el seu fill Abd-Al·lah ibn Mussa i va morir. Mussa va governar el Magrib fins al 937.
Després del 927 va atacar els idríssides arreu inclosa la seva fortalesa d'Hadjar al-Nasr que fou atacada el 929 i va patir un llarg setge; al Rif durant tot el seu govern havia reclamat el tron l'idríssida Ali III ibn Yahya III. El 932 Mussa va repudiar l'autoritat del califa fatimita i es va sotmetre al califa omeia de Còrdova que des del 927 dominava Melilla i a més l'emirat de Nakur. El 931 l'emir Abul ibn Kennum Aiysh al-Rida, de la dinastia Banu Eisam de Ceuta (fundada anys abans per Kennum Mudjbir) va haver d'abdicar davant un atac cordovès i cedir el seu domini (que incloïa Tànger) al califa de Còrdova.
Llavors els fatimites van enviar a la zona al general Humayd ibn Yasal que va derrotar Mussa (933) que va haver de reconèixer la sobirania fatimita. Els idríssides, aprofitant aquestes lluites, van llavors poder fer aixecar el setge d'Hadjar al-Nasr i van aniquilar a les tropes zanates que operaven a la regió; però la presència de les forces fatimites no fou duradora i quan Humayd va sortir del Magrib, Mussa va tornar a dominar la situació i va renovar la seva lleialtat als omeies cordovesos (935). Llavors els fatimites van enviar al general Maysur que va derrotar diverses vegades a Mussa, i el va obligar a fugir i fou perseguit fins que va morir en un combat al seu darrer refugi a Tsul (937). La lluita entre fatimites i zanates va afavorir els idríssides i al-Qàssim Gannun ibn Muhàmmad ibn al-Qàssim, germà d'al-Hajjam al-Hàssan ibn Muhàmmad ibn al-Qàssim, es va apoderar del Rif i de la part nord-oest del Magrib i va governar reconeixent la sobirania dels fatimites.

## Nota
1. ↑  l'emir de Nakur Said III ibn Salih s'havia fet independent dels idríssides el 912 però no s'havia sotmès als fatimites, per la qual cosa l'emirat fou ocupat i l'emir deposat el 916, però el seu fill Salih III ibn Said va recuperar el poder a finals del 917; el 918, al mateix temps que l'emir de Fes, l'emir i els seus van demanar la protecció còrdovesa i van poder recuperar el poder després d'una nova efímera conquesta fatimita el 921; al-Muayyad ibn Abd al-Badi ibn Salih va pujar al poder el 927 però els fatimites van recuperar l'emirat el 929 i van dominar la ciutat, que fou saquejada i destruïda; però el 930 va tornar al salíhida Abu Ayyub Ismail ibn Abd al-Malik ibn Abd al-Rahman ibn Said I (930-935) amb ajuda cordovesa